# Масакорі
Масакорі (фр. Massakory) — місто на заході Чаду, адміністративний центр регіону Хаджер-Ламіс. Також місто є адміністративним центром департаменту Дагана.

## Географія
Місто знаходиться в північно-західній частині регіону, на висоті 258 метрів над рівнем моря .
Масакорі розташоване на відстані приблизно 115 кілометрів на північний схід від столиці країни Нджамени.

### Клімат
Місто знаходиться у зоні, котра характеризується кліматом тропічних пустель. Найтепліший місяць — травень із середньою температурою 33.1 °C (91.6 °F). Найхолодніший місяць — січень, із середньою температурою 23 °С (73.4 °F).
| Клімат Масакорі         | Клімат Масакорі | Клімат Масакорі | Клімат Масакорі | Клімат Масакорі | Клімат Масакорі | Клімат Масакорі | Клімат Масакорі | Клімат Масакорі | Клімат Масакорі | Клімат Масакорі | Клімат Масакорі | Клімат Масакорі | Клімат Масакорі |
| Показник                | Січ.            | Лют.            | Бер.            | Квіт.           | Трав.           | Черв.           | Лип.            | Серп.           | Вер.            | Жовт.           | Лист.           | Груд.           | Рік             |
| Середня температура, °C | 23              | 25,7            | 29,6            | 33              | 33,1            | 31,2            | 28,7            | 27              | 28,4            | 29,2            | 26,4            | 23,9            | 28,3            |
| Норма опадів, мм        | 0               | 0               | 0.1             | 2.8             | 13.6            | 34.7            | 108.7           | 168.4           | 63.5            | 10.1            | 0.1             | 0               | 402             |
| Днів з опадами          | 0               | 0,3             | 0,4             | 0,9             | 3,1             | 6,2             | 12,2            | 11,9            | 6,1             | 1,5             | 0               | 0               | 42,6            |
| Вологість повітря, %    | 27.1            | 21.3            | 19.9            | 26.5            | 36.5            | 48.8            | 63.7            | 71.8            | 66.8            | 46.7            | 31.7            | 29.5            | 40.9            |
| ----------------------- | --------------- | --------------- | --------------- | --------------- | --------------- | --------------- | --------------- | --------------- | --------------- | --------------- | --------------- | --------------- | --------------- |
| Джерело: Weatherbase    |                 |                 |                 |                 |                 |                 |                 |                 |                 |                 |                 |                 |                 |